# تیم ملی فوتبال کالدونیای جدید
تیم ملی فوتبال کالدونیای جدید نمایندهٔ کشور کالدونیای جدید در مسابقات بین‌المللی است که زیر نظر فدراسیون فوتبال کالدونیای جدید فعالیت می‌کند.
اولین بازی رسمی این تیم در تاریخ ۱۹ سپتامبر ۱۹۵۱ میلادی در برابر تیم ملی فوتبال نیوزیلند برگزار شده‌است.